# Alicia Bárcena Ibarra
Alicia Bárcena Ibarra (Ciutat de Mèxic, 5 de març de 1952) és una biòloga i diplomàtica mexicana.
Des de l'1 de juliol de 2008 exerceix com a secretària executiva de la Comissió Econòmica per a l'Amèrica Llatina i el Carib (Cepal), organisme de Nacions Unides amb seu a Santiago de Xile.

## Educació
Bárcena és biòloga per la Universitat Nacional Autònoma de Mèxic i té un màster en administració de la Universitat Harvard.

## Trajectòria
Per més de dues dècades, Bárcena ha treballat en diversos llocs públics relacionats directament amb el desenvolupament sostenible, el medi ambient i l'economia.
Al 1971, mentre estudiava la seva llicenciatura en biologia, va ser integrant del Comitè de Lluita de la facultat de ciències de la UNAM, i com tal va participar activament a l'anàlisi de la matança de Dijous de Corpus, succeïda a la Ciutat de Mèxic. Després va assumir el càrrec de directora del Institut Nacional d'Investigacions sobre Recursos Biòtics, situat a Yucatán, on va crear un centre de capacitació sobre botànica indígena.
Va treballar com a sots-secretària de medi ambient i directora general de l'Institut Nacional de Pesca, a l'aleshores Secretaría de Medio Ambiente y Recursos Naturales. També va ser directora fundadora del Consell de la Terra a Costa Rica fins 1995, i coordinadora del Programa de les Nacions Unides per al Medi Ambient (PNUMA). Posteriorment va ser cap de la divisió de medi ambient i assentaments humans, i després Secretària Executiva Adjunta de la Comissió Econòmica per a l'Amèrica Llatina i el Carib (CEPAL), a Santiago de Xile, fins l'1 de juny de 2006, quan va ser nomenada cap de gabinet del secretari general de les Nacions Unides, Kofi Annan.
També ha estat professora i investigadora de la Universitat Nacional Autònoma de Mèxic, responsable de la redacció de diversos articles sobre el desenvolupament sostenible.
El 3 de gener de 2007 el nou secretari general de l'ONU, Ban Ki-moon, la va nomenar Sotssecretària General d'Administració. A l'any següent, va ocupar el càrrec de secretària executiva de la CEPAL. Al setembre de 2014, va rebre la distinció de doctora honoris causa per part de la Universitat d'Oslo, a Noruega.